# Convict, Costumes and Confusion
Convict, Costumes and Confusion è un cortometraggio muto del 1914 diretto da Lee Beggs.

## Produzione
Il film fu prodotto dalla Vitagraph Company of America.

## Distribuzione
Distribuito dalla General Film Company, il film - un cortometraggio in una bobina - uscì nelle sale cinematografiche statunitensi il 28 novembre 1914.